# Рудановский, Леонид Платонович
Леонид Платонович Рудановский (1814—1877) — российский генерал-лейтенант, участник Кавказских походов.
Родился 21 ноября (3 декабря) 1814 года в Нежине, Черниговской губернии. Его отец, бывший сначала учителем Нежинского уездного училища, а потом инспектором Нежинской же гимназии, человек образованный, с ранних лет старался воспитать в сыновьях любовь к труду и привычку к чтению; мальчик чуть не пяти лет выучился читать и зачитывался историческими книгами, из которых главным образом состояла библиотека его отца, увлекался, по словам H. B. Гербеля, военными подвигами героев Греции и Рима и мечтал о военной славе. В 1826 г. он поступил в 4-й класс гимназии высших наук князя Безбородко и в июле 1832 года окончил в ней курс 5-м кандидатом с правом на чин 12-го класса. По желанию отца Рудановский поступил, 29 июля 1833 г., канцелярским чиновником в Департамент разных податей и сборов, в августе того же года был утвержден в чине губернского секретаря, но гражданская служба была не по душе ему: 13 февраля 1834 г. он взял отпуск и уехал в Нежин, а затем 1 ноября поступил, на правах студентов, унтер-офицером в Якутский пехотный полк, выказав себя, как он сам выражался, «непокорным сыном». 17 сентября 1835 г. Рудановский был произведён в прапорщики, 25 марта 1838 года — в подпоручики, 6 ноября 1838 поступил в Императорскую Военную академию, 8 мая 1840 г. был произведён в поручики, а 29 декабря, по окончании курса Академии, причислен был к Генеральному штабу, 2 января 1841 г. назначен был в штаб 3-го пехотного корпуса, 9 декабря 1841 г. был переведён в Отдельный Кавказский корпус и уже 25 декабря 1842 г., за отличие в делах против горцев, получил орден св. Станислава 3-й степени. С этих пор до 1860 г. почти непрерывно продолжалась боевая деятельность Рудановского, и этот период является самым блестящим периодом его жизни и деятельности.
4 июля 1844 г. за экспедицию 1843 г. ему объявлено было Высочайшее благоволение, 24 июля он произведён был в капитаны, а в экспедицию 1845 г. принимал деятельное участие в атаке правого неприятельского фланга, в завладении высотами Данкуль-Бярского хребта и в преследовании бежавших горцев до сел. Ницы. За это Рудановский получил орден св. Анны 3-й степени с бантом и 10 апреля 1845 г. произведён в подполковники. В том же 1845 г., 10 декабря, Рудановский пожалован был орденом св. Владимира 4-й степени с бантом, а 4 октября 1846 г. он был назначен в штаб войск Кавказской линии и Черномории и 11 марта 1847 г. награждён орденом св. Анны 2-й степени за взятие 25 июля 1846 г. штурмом завалов на хребте Тлия, в экспедицию 1846 г.; 27 октября того же года Рудановский был перечислен обратно в корпусную квартиру, а 20 апреля 1848 г. отправлен для исправления должности дивизионного квартирмейстера 20-й пехотной дивизии, в каковой должности и утверждён приказом от 28 июля того же года. 20 марта 1849 г. Рудановский назначен был обер-квартирмейстером войск Кавказской линии и Черномории, 16 августа того же года за экспедицию против горцев 1848 г. ему пожалована была золотая шпага с надписью «За храбрость», 3 июня 1850 г. он произведён был в полковники и получил последовательно целый ряд наград, в том числе 26 ноября 1853 г. орден св. Георгия 4-й степени.
12 марта 1854 г., с переходом Кавказской линии и Черномории в ведение атамана Войска Донского, Рудановский командирован был в его распоряжение для сообщения ему сведений о Кавказской линии и Черномории, 8 июля 1854 г. ему пожалован был перстень с вензелевым изображением Императорского имени за экспедицию против горцев 1853 г. 8 мая 1855 г. Рудановский командирован был, без отчисления от должности обер-квартирмейстера, в действующий против турок корпус на кавказско-турецкой границе и 3 июня принимал участие в кавалерийском деле нашего авангарда под стенами Карса; 28 июня он произвёл рекогносцировку части карсских укреплений, лежащих на левом берегу Карс-чая, 17 сентября участвовал в штурме Карса в составе колонны генерала Ковалевского, атаковал со своим отрядом турецкие войска, расположенные на Шорахских высотах. Приступ был отбит, причём сам Ковалевский — смертельно ранен, большинство офицеров перебито, а Рудановский ранен осколком гранаты в ступню левой ноги с повреждением костей, но сел на лошадь и, пока позволяли силы, не покинул поля сражения. После боя он взял отпуск и поехал в Тифлис, а в мае месяце 1856 г. снова принял команду над отрядом, назначенным для укрепления Анапы.
5 марта 1856 г. ему объявлено Высочайшее благоволение за дела против турок, а 21 марта он произведён в генерал-майоры, 8 апреля назначен командиром 1-й бригады Черноморских линейных батальонов и 16 августа — начальником штаба 20-й пехотной дивизии и войск левого крыла Кавказской линии. 22 февраля 1857 г. ему пожалован был орден св. Станислава 1-й степени за укрепление Анапы, и тогда же Государь разрешил ему ходить с ручным костылем для облегчения раненой ноги, которая давала себя чувствовать во время походов. В сентябре 1857 г. Рудановский начальствовал экспедицией против горцев, взял штурмом аул Осман-Юрт и за это 6 октября награждён орденом св. Анны 1-й степени с мечами.
10 апреля 1858 года Рудановский был командирован в распоряжение командующего войсками правого крыла Кавказской линии (впоследствии Кубанской области) для исправления должности его помощника и 12 июля утвержден в этой должности. В экспедиции, предпринятой в 1858 г. под начальством генерала Евдокимова для занятия Аргунского ущелья, он командовал левой колонной и послан был по правому берегу Шаро-Аргуна через Измаил-Юрт, левее Дутена, на хребте Шимберды, чтобы угрожать неприятелю обходом, если бы он решил держаться в Дутене. Затем, уже вполне самостоятельно, Рудановский построил и укрепил Майкоп — штаб-квартиру Кубанского пехотного полка — и, начальствуя осенней экспедицией, взял и истребил укрепленный Баракаевский аул, за что был награждён 6 ноября короной и мечами к ордену св. Анны 1-й степени. В 1859 г. Рудановский был начальником войск Майкопского и Белореченского отрядов, а также Люблинского, которым командовал и в 1860 г.
С весны 1860 г. Шапсугский отряд, начальство над которым было поручено Рудановскому, начал наступательные действия, взял штурмом аул Кубаниц, уничтожил аулы, известные под общим названием Этогу-Охо, аулы Тей-Маз-Хобль, два большие аула в ущелье Догай и множество других, так что, по словам газеты «Кавказ» (1860 г., № 77), только с 21 по 24 сентября 1860 г. Рудановский разорил 38 больших аулов, не считая малых, взял до 100 голов крупного скота, много сена и очистил от неприятеля все ущелье р. Азипса. В сентябре Рудановский возвел ещё Григорьевское укрепление и построил мост на р. Шебше. 17 октября 1860 г. он был произведён в генерал-лейтенанты, но уже в начале 1861 г. в его служебной деятельности произошёл крутой переворот; Н. В. Гербель в своей статье о Рудановском объясняет этот переворот возникшими у него несогласиями с начальством, — факт только тот, что с 1861 г. карьера Рудановского почти закончилась.
20 апреля 1861 г. он был переведен с Кавказа в распоряжение Главнокомандующего бывшей 1-й армией, затем, 31 мая 1861 г., назначен военным начальником Августовской губернии, 1 августа — начальником 8-й пехотной дивизии, 5 марта 1862 г. получил Высочайшее именное благоволение за успешные результаты, оказанные 8-м стрелковым батальоном по всем предметам образования. Во время подавления Польского восстания 1863 г. он командовал, с января по ноябрь 1863 г., сначала Владимиро-Волынским, а затем Кременецким отрядом, 3 июня 1863 г., в виде награды получил денежную аренду по две тысячи рублей в год на двенадцать лет. 24 декабря того же года отправлен в отпуск с отчислением от должности начальника дивизии. Затем до 1869 г. Рудановский ещё получил несколько наград (16 января 1864 г. — орден св. Владимира 2-й степени, 15 апреля 1866 г. — орден Белого Орла и, наконец, в мае 1868 г. — табакерку с портретом Его Величества).
20 декабря 1864 г. Рудановский был назначен начальником 29-й пехотной дивизии, но 25 марта 1869 г. был окончательно отчислен в запас с оставлением в Генеральном штабе и с назначением кандидатом на должность коменданта, как уведомил его в письме военный министр. Рудановский не мог примириться с увольнением в запас и через полтора года обратился с письмом к военному министру, в котором говорил, что здоровье его поправилось, что он хотел бы более живого дела, чем должность коменданта, так как он ещё чувствует себя полным энергии и не жаждет отдыха. «Служба для общества, — писал он, — была всегда целью моей жизни, и теперь деятельность — лучшее лекарство для меня. Ни частная жизнь, ни материальные выгоды никогда не имели для меня значения; о средствах я не забочусь, так как привык довольствоваться самым необходимым». Ответа Рудановский не получил, и это окончательно подорвало его здоровье: летом 1874 г. его поразил нервный удар, который почти парализовал у Рудановского обе ноги и обе руки. Два раза ездил он за границу лечиться, но ничто уже не могло помочь ему, и 20 августа (1 сентября) 1877 года он скончался в Мариенбаде, в Богемии; похоронен на семейном кладбище в местечке Мрине, Нежинского уезда.
Рудановский был человек хорошо образованный; свободное от походов время посвящал занятиям историей и, между прочим, по словам Гербеля, составил мемуары в 4-х больших томах: «Военный обзор Южного Дагестана» и «Записки очевидца о некоторых происшествиях кампаний на Кавказе в 1843, 1844, 1845 и 1846 гг.» — материалы для истории Кавказской войны. Записки эти достались его наследнику. М. Я. Ольшевский писал о Рудановском: «Не отнимая у него природных способностей, ума и сведений, приобретённых им чтением и в военной академии, нужно по справедливости сказать, что он был непомерно честолюбив, до смешного самолюбив и до крайности раздражителен. Но так как к раздражительности примешивалась нерешительность с подозрительностью, то и происходило на самом деле, что Леонид Платонович, мой хороший знакомый и соакадемик, или делался неуместно решительным и предприимчивым, или осторожным и предусмотрительным».
При Нежинской гимназии Рудановский учредил две стипендии в память своего отца, Платона Осиповича Рудановского.